# Spelucchino

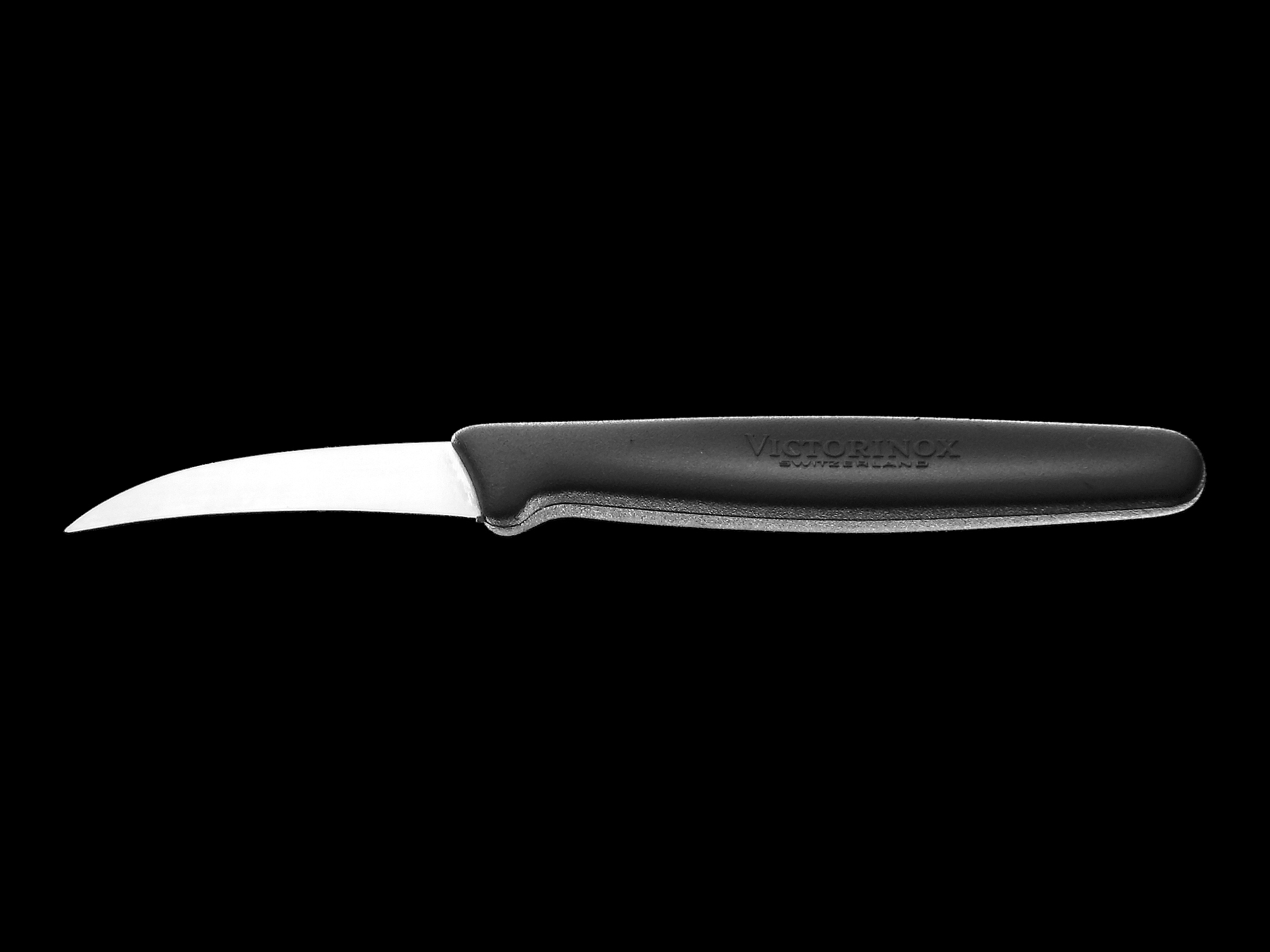
Spelucchino con lama a becco

Lo spelucchino è un coltello da lavoro utilizzato nella cucina professionale. 

## Tipi
Ne esistono di due tipologie: con lama diritta, lunga da 6 a 11 cm., liscia o seghettata, o a lama curva (a becco) più corta, utile per raggiungere i punti più difficili.
Il suo utilizzo è limitato al mondare le verdure e altri piccoli lavori, anche di decorazione, per i quali è indispensabile.